# مانارا شوبرا
مانارا شوبرا هي ممثلة وعارضة هندية ولدت بمدينة هاريانا.بدأت مشوارها الفني في عام 2014.

## وصلات خارجية
- مانارا شوبرا على موقع IMDb (الإنجليزية)
- مانارا شوبرا على موقع قاعدة بيانات الفيلم (الإنجليزية)